# Madjeouéni
Madjeouéni är en ort i Komorerna.   Den ligger i distriktet Grande Comore, i den västra delen av landet, 13 km söder om huvudstaden Moroni. Madjeouéni ligger 35 meter över havet och antalet invånare är 1 320. Den ligger på ön Grande Comore.
Terrängen runt Madjeouéni är varierad. Havet är nära Madjeouéni åt sydväst. Runt Madjeouéni är det tätbefolkat, med 411 invånare per kvadratkilometer. Närmaste större samhälle är Moroni, 13,5 km norr om Madjeouéni. I omgivningarna runt Madjeouéni växer i huvudsak städsegrön lövskog.